# Spence River
Der Spence River ist ein Fluss im Südwesten des australischen Bundesstaates Tasmanien. 

## Geografie
Der 20 Kilometer lange Spence River entspringt in den Western Plains an der Westgrenze des Franklin-Gordon-Wild-Rivers-Nationalparks. Er fließt zunächst nach Nordwesten und beschreibt dann nach etwa zehn Kilometer einen engen Halbkreis nach Südwesten und Südosten. Anschließend verläuft er fast parallel zu seinem Oberlauf – nur in umgekehrter Richtung – nach Südosten und mündet rund zweieinhalb Kilometer östlich der Siedlung Heritage Landing in den Gordon River.